# 現金發放計劃
現金發放計劃（英語：Cash Payout Scheme）是香港政府於2020年向年滿18歲的香港永久性居民一次性發放10,000港元的計劃。

## 背景
香港第五任財政司司長陳茂波於2020年2月26日發表2020年至2021年度財政預算案，當中提出向年滿18歲的香港永久性居民一次性發放10,000港元以振興香港經濟及舒緩市民經濟壓力，預計耗資710億港元。

## 受惠對象
所有於2021年3月31日年滿18歲並獲得香港永久性居民資格的人士，均合符資格進行登記。合資格人士如未能於2021年12月31日或之前完成登記，即當作放棄論。

## 登記日期
整個計劃的登記日期由2020年6月21日至2021年12月31日。
當中在6月21日至8月1日期間，會細分為三段時期，讓不同年齡組別的合資格人士分批登記（只限透過書面遞交表格）。電子登記則不受任何時段限制。
透過銀行書面登記或透過香港郵政登記的時間表如下：
| 對象                                      | 開始登記日期  | 收取款項日期        |
| ----------------------------------------- | ------------- | ------------------- |
| 1955年前出生人士                          | 2020年6月21日 | 2020年7月20日起     |
| 1956至1970年出生人士                      | 2020年7月5日  | 2020年8月3日起      |
| 1971至2002年出生人士                      | 2020年7月19日 | 2020年8月17日起     |
| 2020年6月21日至8月1日期間未遞交表格的人士 | 2020年8月2日  | 遞交登記表格後2星期 |

## 登記程序
合資格人士如有指定銀行的本地個人港元儲蓄或往來帳戶，可經有關銀行（透過網上理財服務/銀行網站）進行登記，並由有關帳戶收取轉帳之款項，否則便需要經香港郵政的指定郵政局登記，並須親自到郵政局領取支票。

### 經指定銀行登記
指定銀行包括以下21間香港零售銀行（包括1間虛擬銀行）：
| 指定銀行             | 網上理財 | 流動理財 | 網站登記 |
| -------------------- | -------- | -------- | -------- |
| 中國銀行（香港）     | 是       | 是       | 是       |
| 交通銀行             | 是       | 是       | 是       |
| 東亞銀行             | 是       | 是       | 是       |
| 中信銀行（國際）     | 是       | 否       | 否       |
| 中國建設銀行（亞洲） | 是       | 是       | 是       |
| 集友銀行             | 是       | 是       | 否       |
| 創興銀行             | 是       | 是       | 是       |
| 花旗銀行             | 是       | 否       | 否       |
| 招商永隆銀行         | 否       | 是       | 否       |
| 大新銀行             | 是       | 是       | 是       |
| 星展銀行（香港）     | 是       | 是       | 是       |
| 富邦銀行（香港）     | 是       | 是       | 否       |
| 恒生銀行             | 是       | 是       | 是       |
| 香港上海滙豐銀行     | 是       | 是       | 是       |
| 中國工商銀行（亞洲） | 是       | 是       | 是       |
| 南洋商業銀行         | 是       | 是       | 否       |
| 華僑永亨銀行         | 是       | 否       | 否       |
| 大眾銀行（香港）     | 是       | 否       | 否       |
| 上海商業銀行         | 是       | 是       | 是       |
| 渣打銀行（香港）     | 是       | 是       | 是       |
| 眾安銀行             | 否       | 是       | 否       |

- 網上理財：該銀行容許合資格人士通過網上理財服務的專用網頁遞交登記表格。
- 流動理財：該銀行容許合資格人士通過網上理財服務的流動應用程式遞交登記表格。
- 網站登記：該銀行容許合資格人士通過銀行網站上的登記系統遞交登記表格。

合資格人士可以透過銀行的網上理財服務或銀行網站上的登記系統，直接進行登記。當局核實登記人士符合資格準則後，會在登記後1個星期內直接通過指定的帳戶收取款項（在2020年6月21日至30日登記人士，會統一在7月6日起收到款項）。
另外合資格人士也可透過遞交書面表格登記（眾安銀行除外），步驟如下：
1. 索取登記表格（前往20間零售銀行（眾安銀行除外）、民政事務總署各區諮詢服務中心、社會福利署區福利辦事處、房屋委員會轄下各公共屋邨辦事處或房屋委員會客戶服務中心，或在現金發放計劃官方網站下載）；
2. 填寫登記表格並簽名作實。
3. 遞交登記表格（交往銀行或郵寄到郵政總局郵箱182020號）。

書面登記會較使用電子登記較慢收取款項，以鼓勵市民使用電子方式進行登記。當局核實登記人士符合資格準則後，會按上列的書面登記時間表直接通過指定的帳戶收取款項。

### 經香港郵政登記
登記步驟如下：
1. 索取登記表格。
2. 填寫登記表格並簽名作實。
3. 遞交登記表格（交往郵政局的表格收集箱，或郵寄到郵政總局郵箱182020號）。

合資格人士也可以透過香港郵政網頁遞交電子登記表格。
於2020年6月21日星期日（即登記期第一天），郵政局會特別開放處理登記事宜。
登記人士不論是透過書面或電子登記，當局核實登記人士符合資格準則後，會按上列的書面登記時間表郵寄通知書。登記人士必須親身前往選定的郵政局領取支票，並親身前往中國銀行（香港） 任何分行將支票兌現，期間須出示身份證以確認身份。登記人士也可以把支票存入任何本地銀行戶口。

## 外部連結
- 現金發放計劃官方網站的存檔，存档日期2020-06-09.